# 弗兰齐斯卡·亨切尔
弗兰齐斯卡·亨切尔（德語：Franziska Hentschel，1970年6月29日—），德国女子曲棍球运动员。她曾代表德国参加1992年和1996年夏季奥林匹克运动会曲棍球比赛，其中1992年奥运会获得一枚银牌。